# Klangturm

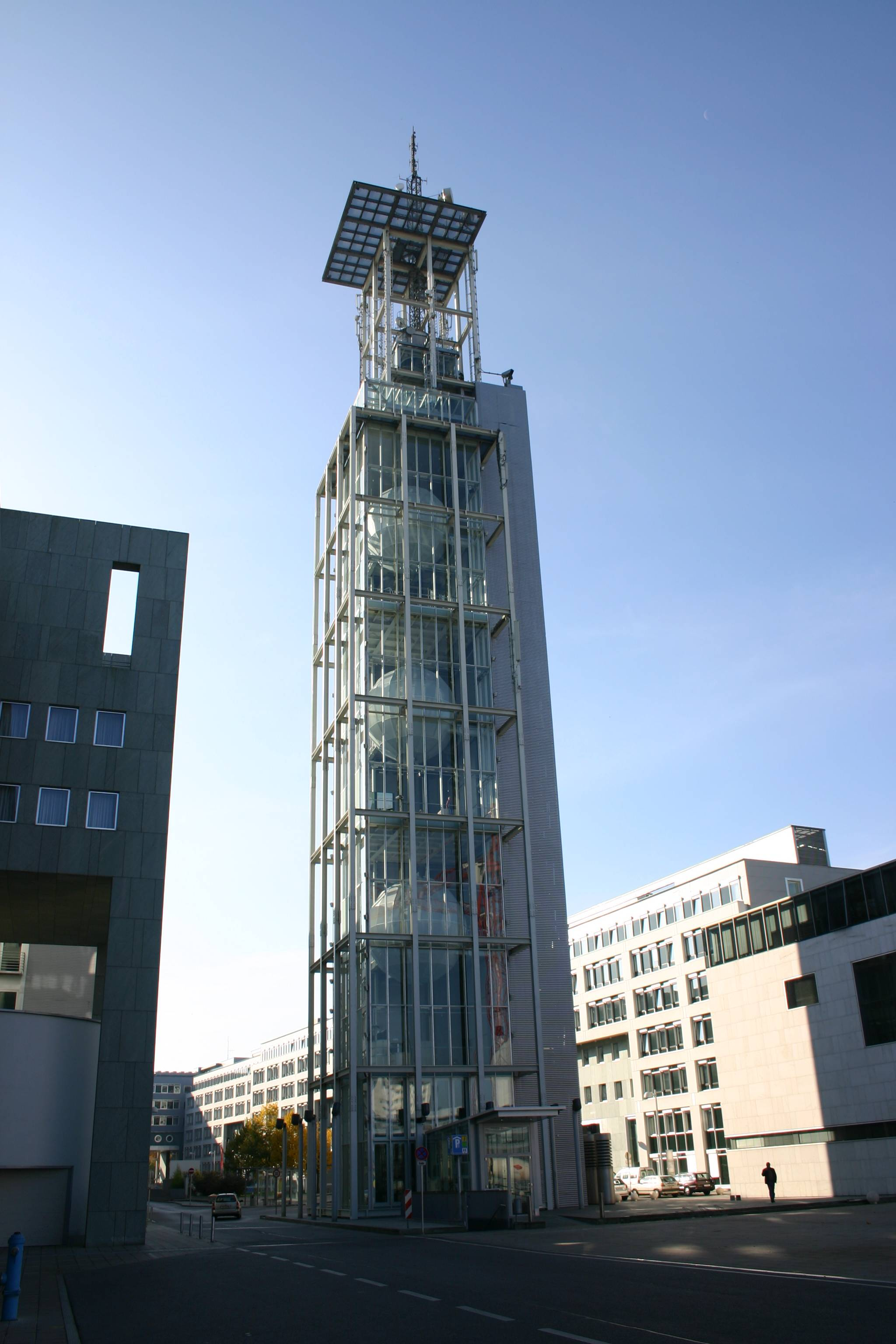
Klangturm

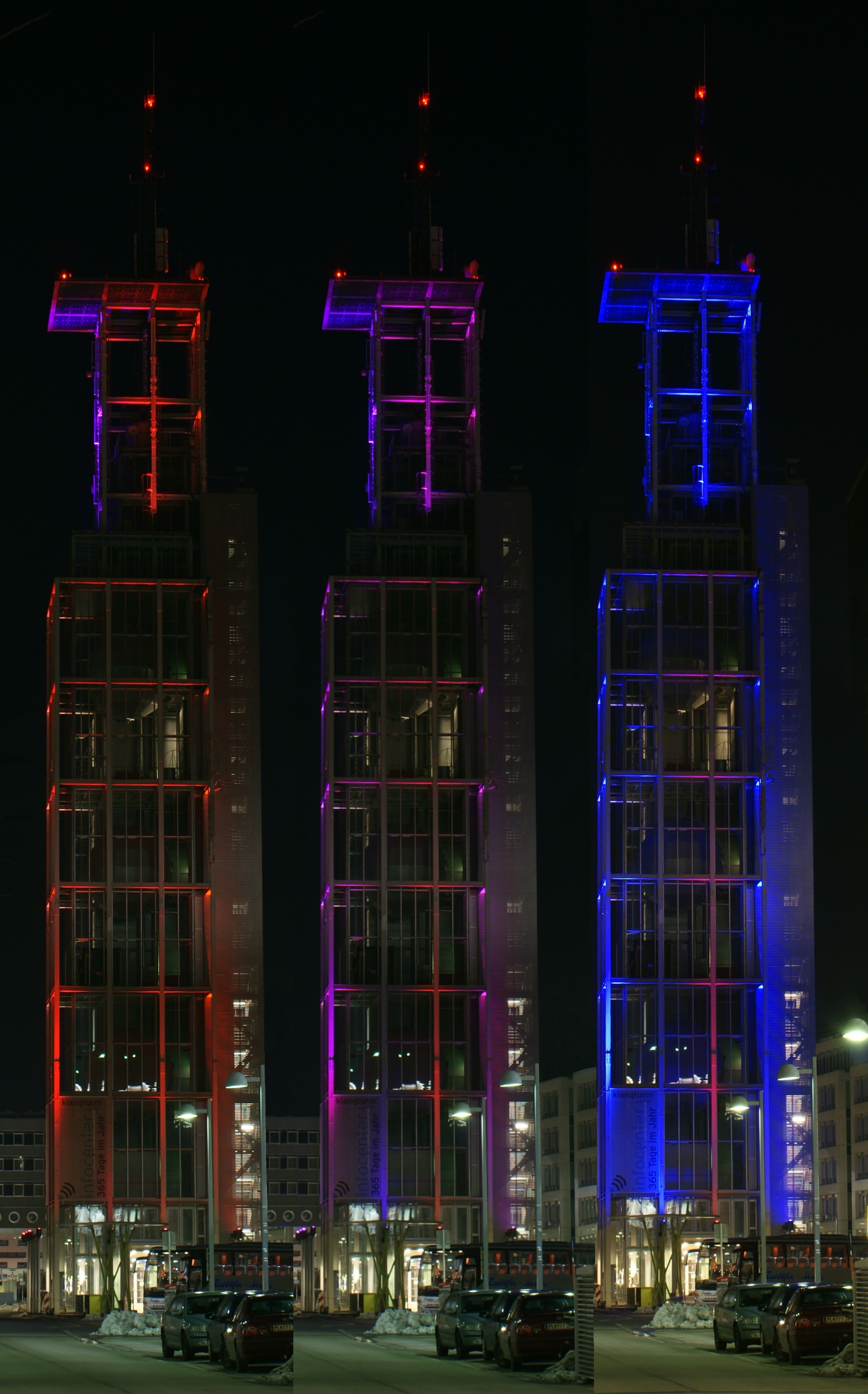
Iluminacja nocna

Klangturm – neomodernistyczna wieża widokowa z komorami akustycznymi, znajdująca się na terenie Landhausviertel – urzędowo-kulturalnej dzielnicy St. Pölten w Dolnej Austrii nad rzeką Traisen.

## Geneza
Po przeniesieniu w 1986 władz landowych Dolnej Austrii z Wiednia do St. Pölten, konieczne stało się wybudowanie odpowiednich siedzib dla placówek rządowych i instytucji kulturalnych. Jednym z takich obiektów, które miały przyciągnąć do tej części miasta turystów i mieszkańców jest właśnie wieża Klangturm, zaprojektowana przez Ernsta Hoffmanna (autora całej koncepcji Landhausviertel) i zbudowana w latach 1996–1997. Jest to drugi, po katedrze, najwyższy budynek w mieście. W nocy iluminowany na czerwono i niebiesko.

## Dane techniczne
- podstawa: 15 × 15 m
- wysokość: 77 m
- położenie tarasu widokowego: na wysokości 47 m
- transport pionowy: windy lub 280 stopni
- ilość użytej stali: około 650 ton
- ilość użytego szkła: około 1000 m²

## Komory akustyczne
W wieży istnieją trzy położone nad sobą kuliste komory akustyczne, przystosowane do rozmaitych działań artystycznych, których głównym elementem oddziaływania jest dźwięk.

## Dojazd
Spod głównego dworca kolejowego w St. Pölten, bezpośrednio pod Klangturm dojechać można autobusami linii 2 i 9 (do przystanku Landhaus Süd).

## Widok
Klangturm jest bardzo rozległym, dookolnym punktem widokowym na stare miasto w St. Pölten i okoliczne masywy górskie. Dojazd na platformę widokową odbywa się przeszklonymi windami.